# Sebald de Weert
Sebald o Sebalt de Weert (2 de maig de 1567 – 30 de maig o juny de 1603) va ser un capità i vice-almirall neerlandès de la Companyia Holandesa de l'Est de l'Índia (en neerlandès:Vereenigde Oost-Indische Compagnie, VOC). Va cartografiar acuradament les Illes Malvines l'any 1600.

## Biografia
De Weert nasqué a Amberes, la família es traslladà a Amsterdam cap a 1575 i pocs anys després tornaren a Amberes i finalment, el 1586, s'establiren a Middelburg. Sebald signava com "Sebalt" amb el seu nom llatinitzat com "Sebaldus".
Cap a finals del segle xvi va fer diversos viatges d'exploració partint de Rotterdam i el 1598 va participar en un viatge amb cinc vaixells i 494 homes comandats per Jacques Mahu cap a les Moluques travessant l'Estret de Magalhaes.
El darrer viatge de Sebald de Weert el va iniciar l'any 1602, ja amb el càrrec de vice-almirall, arribant a Java, Sumatra, Ceilan i les Illes de les Espècies. Competint per la influència portuguesa a Ceilan, l'actual Sri Lanka, un enviat holandès Joris van Spilbergen, arribà a Batticaloa el juliol de 1602 i es trobà amb el rei local Vimala Dharma Surya. Vimala Dharma Surya va acceptar fer una aliança amb els holandesos en contra de la influència dels portuguesos. Sebald de Weert va ser enviat oficialment a Ceilan per a fer aquestes negociacions però de Weert es va embriagar, va insultar el rei Vimala i ell i la seva tripulació van ser assassinats pels natius.
Aquest fet va retardar l'aliança entre els ceilanesos i els holandesos fins a l'arribada al tron del successor de Vimala, Senarat.
Encara que es diu que Sebald de Weert va ser el primer a veure les Illes Malvines el 1598, tant els espanyols com els britànics proposen que van ser els seus exploradors respectius els primers a fer-ho (Esteban Gómez i John Davis).